# Dworzec (rejon łuniniecki)
Dworzec (biał. Дварэц; ros. Дворец) – agromiasteczko na Białorusi, w obwodzie brzeskim, w rejonie łuninieckim, w sielsowiecie Dworzec, nad Cną i przy drodze magistralnej .
Dawniej wieś i majątek ziemski. W dwudziestoleciu międzywojennym leżał w Polsce, w województwie poleskim, w powiecie łuninieckim, do 18 kwietnia 1928 w gminie Kożangródek, następnie w gminie Łuniniec. Po II wojnie światowej w granicach Związku Sowieckiego. Od 1991 w niepodległej Białorusi.